# Altenheim
Altenheim (Àltene in alsaziano) è un comune francese di 221 abitanti situato nel dipartimento del Basso Reno nella regione del Grand Est.

## Società

### Evoluzione demografica
Abitanti censiti